# Naturarv
Naturarv är ett begrepp i Världsarvskonventionen. 
Vad som är eller kan bli ett världsarv bestäms i Världsarvskonventionen. Världsarven kan utgöras av antingen ett naturarv eller ett kulturarv eller både och. 
I Världsarvskonventionens första och andra artikel anges vad man menar med kulturarv och naturarv: 
"Definition av kultur- och naturarv
Artikel 1
I denna konvention skall följande betraktas som »kulturarv«:
- minnesmärken: arkitektoniska verk, monumentala skulpturer och målningar, element eller byggnadsverk av arkeologisk art, inskriptioner, grottbostäder samt flera företeelser tillsammans som är av särskilt stort universellt värde ur historisk, konstnärlig eller vetenskaplig synpunkt;
- grupper av byggnader: grupper av fristående eller sammanhängande byggnader som på grund av sin arkitektur, enhetlighet eller belägenhet i landskapet är av särskilt stort universellt värde ur historisk, konstnärlig eller vetenskaplig synpunkt;
- miljöer: verk skapade av människan eller av naturen och människan i förening samt områden innefattande arkeologiska miljöer som är av särskilt stort universellt värde ur historisk, estetisk, etnologisk eller antropologisk synpunkt.

Artikel 2
I denna konvention skall följande betraktas som »naturarv«:
- naturföreteelser bestående av fysiska och biologiska formationer eller grupper av sådana formationer som är av särskilt stort universellt värde ur estetisk eller vetenskaplig synpunkt;
- geologiska och fysiografiska formationer och klart avgränsande områden som utgör vistelsemiljö (habitat) för hotade djur- och växtarter av särskilt stort universellt värde ur forsknings- eller naturskyddssynpunkter;
- naturmiljöer eller klart avgränsade naturområden som är av särskilt stort universellt värde ur forsknings- eller naturskyddssynpunkt eller på grund av deras naturskönhet."